# Famille von Graevenitz
La famille von Graevenitz (Graevenitz, Grevenitz, Grebenitz, Gräbenitz) est une famille noble apparu dès 1290 dans l'Altmark et parvient plus tard par branches dans la Nouvelle-Marche et le Prignitz, cette dernière se répandant plus loin dans le Mecklembourg, la Silésie, le Wurtemberg et la Russie.
De 1763 à 1918, la famille Graevenitz est intendante héréditaire de la Marche-Électorale de Brandenbourg. La famille existe encore aujourd'hui.

## Histoire
À l'origine, la famille von Graevenitz est issue de l'ancienne noblesse de l'Altmark avec la maison ancestrale de Grävenitz.
Le nom apparaît pour la première fois dans un document avec Hennekinus de Grebenitz en 1290, attesté en 1480 sur Schilde, apparaît vers 1450 dans trois branches, à savoir la branche de Prignitz, la souche d'Altmark (Losenrader) et la branche de Nouvelle-Marche, dont le lien n'est pas établi plus précisément. Parmi ces trois branches, seule la branche de Prignitz existe encore. La branche de l'Altmark s'éteint en 1931 et la branche de la Nouvelle-Marche en 1904.
En ce qui concerne les grandes propriétés foncières dans le Mecklembourg (également en Prusse, Silésie, Brandebourg, Wurtemberg et Russie), il faut toutefois noter que les von Graevenitz ne se sont pas installés dans le nord du Mecklembourg. Dans l'ancien arrondissement de Wismar, ils ne possèdent que le domaine de Scharfstorf et dans la région de Zarrentin-Wittenburg-Boizenburg les domaines de Waschow, Dodow et Zühr,qui deviennent plus tard des fidéicommis.
La branche mecklembourgeoise éteinte des Graevenitz de la maison Waschow faisait également partie de la tribu qui s'est divisée au début du XVIIe siècle. Leurs filles furent inscrites dans les couvents de Dobbertin et Ribnitz, dans le Mecklembourg. Dans le registre d'inscription de l'abbaye de Dobbertin, on trouve 26 inscriptions de filles de la famille von Graevenitz de 1739 à 1913 de Waschow, Dodow, Schilde et Wesselstorf. Henriette Charlotte Juliana Magdalena von Graevenitz de la famille Waschow est à la tête du couvent de Ribnitz de 1837 à 1848. La branche du Mecklembourg s'éteint le 12 octobre 1939 avec la mort du propriétaire d'usine Hans Friedrich Georg Julius von Graevenitz à Parchim.
La famille entretient la Fondation Graevenitz (de), qui sert à préserver le musée Graevenitz (de), qui présente des œuvres sélectionnées de l'artiste Fritz von Graevenitz (de). Sa sœur Marianne est la mère de Carl Friedrich et de Richard von Weizsäcker.

## Wilhelmine von Graevenitz à la cour du Wurtemberg
Wilhelmine von Grävenitz (de) (1686–1744), originaire de Schwerin, vient à la cour de Stuttgart en 1706 en tant que maîtresse du duc de Wurtemberg Eberhard-Louis (1676–1733) et déploie, grâce au duc qui lui est asservi et à son favoritisme, une énorme participation au pouvoir de la famille dans le Wurtemberg. En 1707, elle obtient pour elle et son frère le statut de comte impérial et le titre personnel de comtesse d'Urach (de) pour elle-même et son frère en tant qu'épouse morganatique du duc. Après un divorce forcé sur ordre de l'empereur, elle obtient en 1710, par un mariage blanc, le titre de Landhofmeisterin comtesse von Würben (de). Grâce à son influence, elle exerce pendant 20 ans un pouvoir presque illimité, les postes les plus importants du gouvernement étant occupés par ses parents et ses favoris, les opposants étant écartés. Elle influence elle-même les affaires de l'État et participe aux délibérations du ministère de la Conférence nouvellement créé (en éliminant le Conseil secret). Son frère Friedrich Wilhelm von Grävenitz (de) est d'abord junker de la chambre du Wurtemberg, puis maréchal de la cour supérieure et conseiller privé à partir de 1716, et premier ministre à partir de 1724.
Les fils de ce dernier, Friedrich (Wilhelm) et Viktor Sigmund, font également carrière à la cour de Wurtemberg. Frédéric est maître d'écurie à partir de 1723 et maréchal de la cour à partir de 1729. Viktor Sigmund devient en 1728 ambassadeur comitial (de) et bailli en chef de Stuttgart. Les deux autres frères Grävenitz, Johann Friedrich et Karl Ludwig, deviennent maître d'écurie en chef et major général. De plus, Friedrich Wilhelm et Viktor Sigmund sont conseillers privés et ministres de la conférence. Les beaux-frères des Grävenitz, David Nathanael von Sittmann et Josua Albrecht von Boldewin, deviennent conseillers privés et vice-présidents du conseil de guerre.

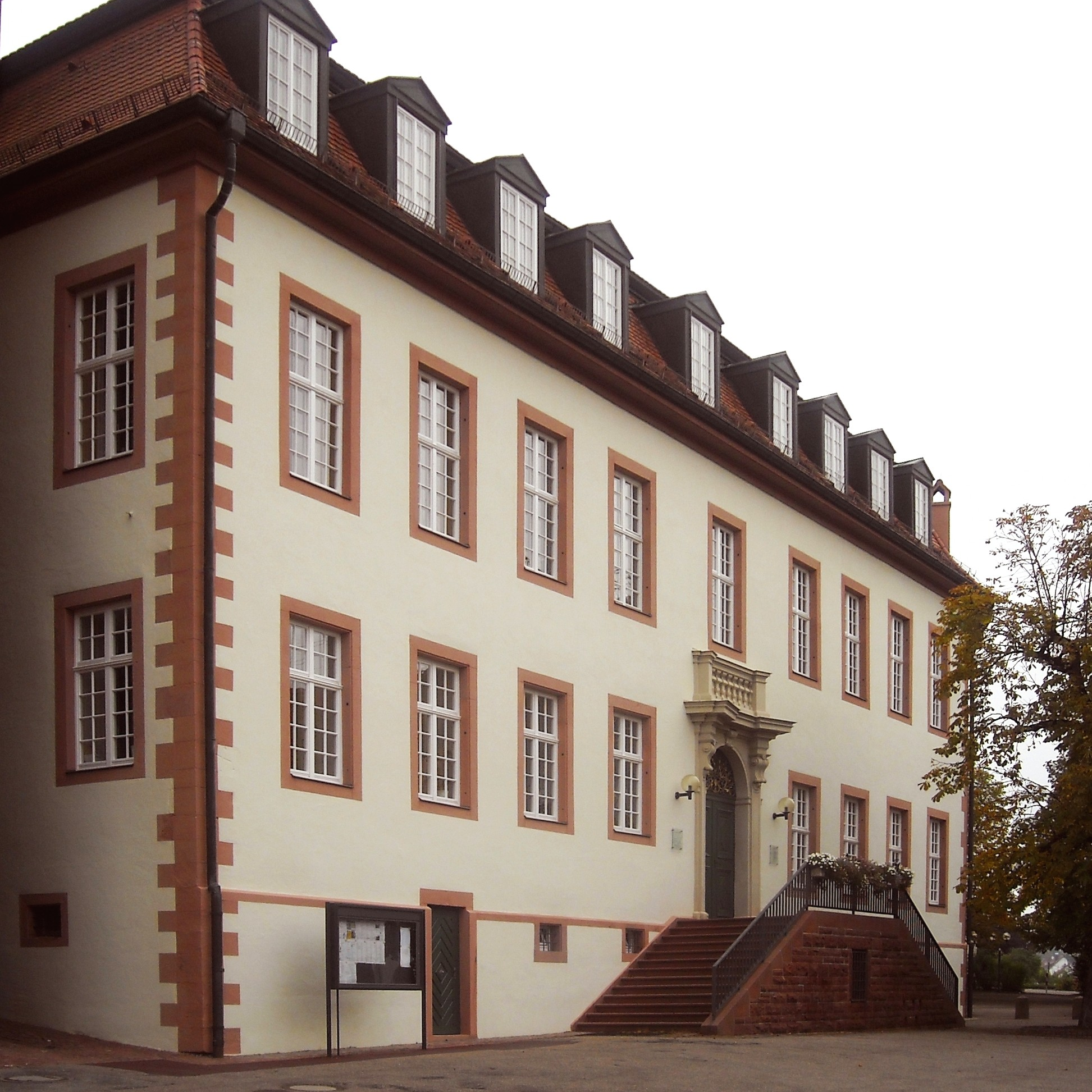
Château de Graevenitz à Heimsheim

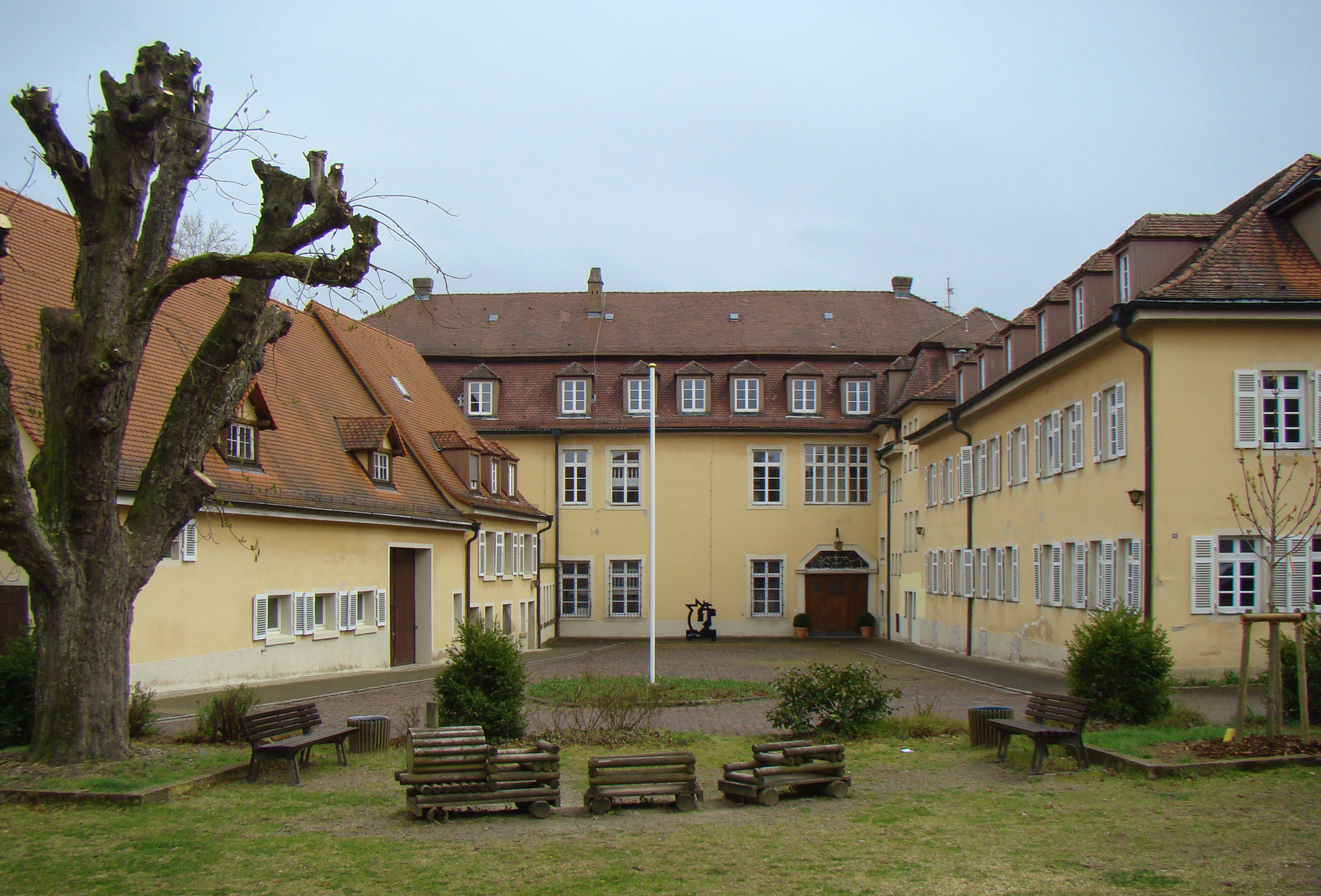
Château de Graevenitz à Freudental

La comtesse von Würben-Grävenitz reçoit sa propre cour, fonde son propre ordre et habite dans le plus beau bâtiment de Stuttgart. C'est à cause d'elle qu'Eberhard-Louis transfère la résidence au château de Louisbourg, fondé en 1704, où la cour est magnifiquement développée. Les Grävenitz poursuivent l'extension planifiée de leur propriété domestique par des donations du duc, des achats et des échanges, dont le domaine de Gomaringen en 1708, le domaine de Stetten im Remstal (de) avec tous ses droits en 1712 contre la restitution du domaine de Gomaringen, ainsi que le Schafhof de Rommelshausen et l'expectative du comté d'Eberstein (de), et le domaine de Welzheim en 1718, en 1720 Weibelhub et la forteresse d'Oberleimbach, en 1723 les seigneuries de Horburg et Reichenweiher, de 1726 à 1729 Sontheim et le domaine de chevalerie de Freudental, en 1727 le château de Brenz (de) avec le domaine et le bourg de Brenz an der Brenz, en 1728/29 les seigneuries de Gochsheim, Heimsheim, Marschalkenzimmern, Albeck, Pflummern et Winzerhausen, en 1729 le comté d'Eberstein avec tous les droits en tant que fief de femmes et de couronne. Elle réussit à obtenir l'accord du prince héritier et de la campagne, ainsi que des lettres de protection prussiennes et impériales. En 1728, elle se brouille avec son frère à propos du siège et d'un vote au banc des comtes franconiens (de), qui lui sont attribués en raison de la seigneurie de Welzheim. En 1730, elle tente de devenir prince.
En 1731, Eberhard-Louis se détache d'elle, elle est arrêtée sur son ordre et conduite au château d'Urach, d'où elle dirige encore l'administration de ses biens. Finalement, en 1732, elle accepta un arrangement que l'empereur confirme en 1733 : elle renonce à sa plainte auprès du Conseil aulique concernant son immédiateté impériale, elle cède tous ses biens à l'exception de Welzheim, qui est transformé en fief masculin et doit revenir à ses frères. En échange, elle récupère tous ses capitaux confisqués, ses bijoux et le reste de ses biens immobiliers, mais doit quitter le pays contre une indemnité de 125 000 florins. Elle est alors emmenée à Heidelberg. Le successeur d'Eberhard-Louis (mort en 1733), le duc Charles-Alexandre, fait arrêter toute la famille Graevenitz et met fin à son règne dans le Wurtemberg. Graevenitz, qui séjourne à Heidelberg et à Mannheim jusqu'à la mort d'Eberhard-Louis, trouve soutien et asile auprès du roi de Prusse. Elle tente en vain de monter la chevalerie d'Empire souabe contre le Wurtemberg. Le duc Charles-Alexandre, qui a fait intenter un procès criminel contre elle, conclut un accord avec elle en 1736, dans lequel elle renonce à toutes ses créances sur le Wurtemberg contre le paiement de 152 300 florins.

## Élévations
En 1707, la branche du Wurtemberg est élevée au rang de comte avec le prédicat de haut et bien né avec une amélioration simultanée des armoiries, tandis que la branche russe reçoit l'autorisation du Mecklembourg de porter le titre de baron en 1847 et la reconnaissance russe du baron en 1851.

## Armes

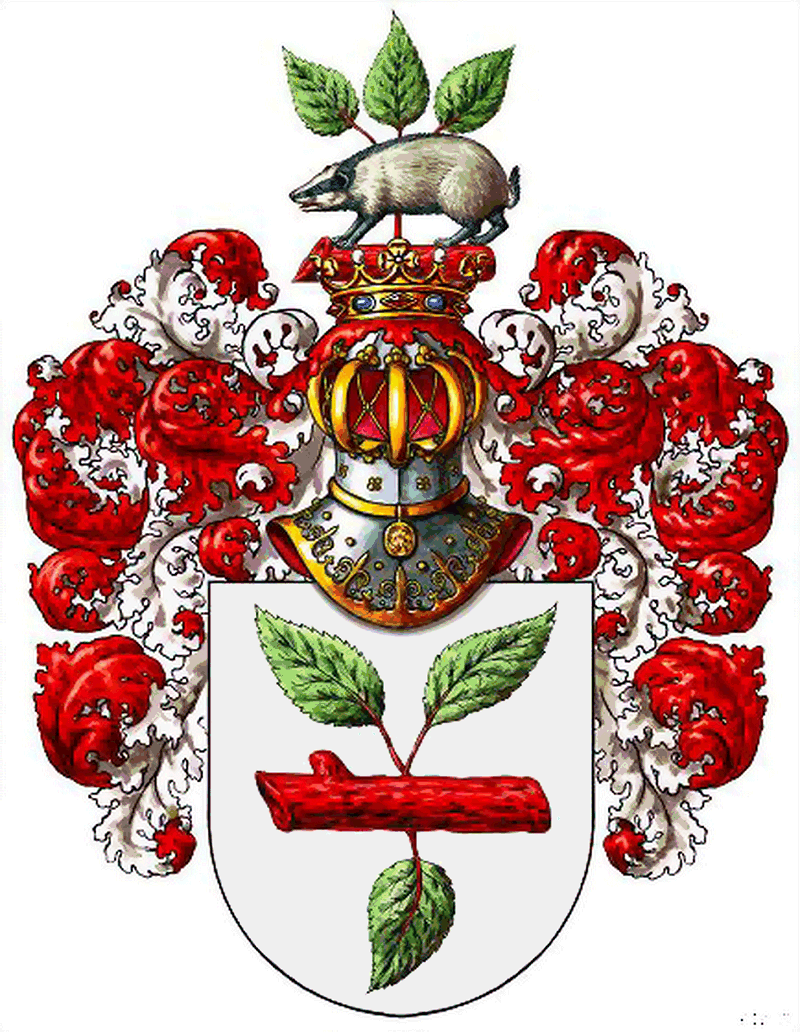

Blasonnement : Les armoiries familiales montrent en argent une branche d'arbre de gueules, d'où sortent deux feuilles vertes vers le haut et une feuille verte vers le bas. Sur le casque aux lambrequins gueules-argent, une branche d'arbre de gueules, placée transversalement, sur laquelle marche un blaireau, derrière lequel trois feuilles vertes poussent vers le haut.

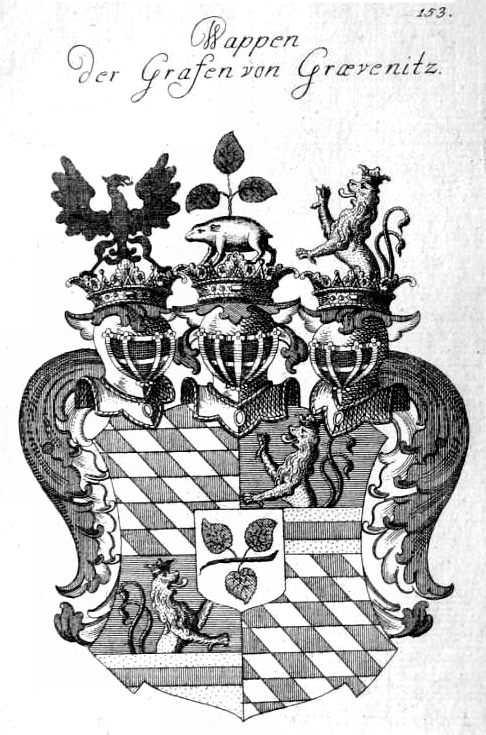

Les armoiries que la comtesse d'Urach, Wilhelmine von Grävenitz (de), reçoit avec son frère Friedrich Wilhelm von Grävenitz (de) pour devenir comte d'Empire de Graevenitz en 1707 n'ont aucun lien généalogique ou seigneurial avec la famille Graevenitz, à l'exception de l'écusson en cœur (armoiries familiales) et du casque central des armoiries familiales. Au contraire, les champs 1 et 4 représentent une réduction des armoiries des ducs de Teck (de), tandis que les champs 2 et 3 représentent une réduction des armoiries des comtes d'Urach, titres qui sont tous deux à la disposition de la maison de Wurtemberg. Dans le diplôme de 1707, les champs de Teck sont divisés en oblique, en haut de noir et d'or, en bas de gueules et d'argent, tandis que les champs d'Urach sont divisés ; en haut d'azur à un lion d'or couronné en croissance et regardant vers l'intérieur, en bas d'or à une barre noire. L'écu est surmonté de trois casques couronnés : le premier, avec des lambrequins de gueules et argentés, porte un aigle noir couronné (signe de grâce impériale en raison de l'immédiateté du statut de comte d'Empire) ; celui du milieu, avec des lambrequins noirs et or, est le casque des armoiries de la famille ; le troisième, avec des lambrequins bleus et or, porte un lion doré en pleine croissance (emprunté au champ urachien). En 1771, le champ de Teck est entièrement rouge et argenté, la barre du champ d'Urach est rouge dans un pied d'écu doré et l'aigle du casque n'est pas couronné.

## Personnalités

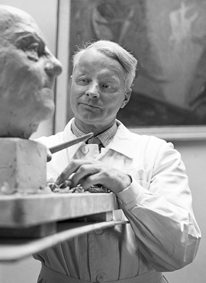
Fritz von Graevenitz

- Alexander von Graevenitz (1806-1884), sénateur germano-russe
- Alexander von Graevenitz (de) (né en 1932), médecin et microbiologiste allemand
- Carl August Georg Ludwig von Graevenitz auf Wesselstorff, chambellan et 1793-1800, proviseur de l'abbaye de Dobbertin
- Carl von Graevenitz (1830-1903), général d'infanterie wurtembergeois
- David Jürgen von Graevenitz (de) (1680-1757), lieutenant général prussien et gouverneur de Küstrin
- Ernst von Grävenitz (de) (1826-1882), propriétaire de manoirs et député du Reichstag de la Confédération de l'Allemagne du Nord
- Ernst Wilhelm von Graevenitz (de) (1693-1765), directeur régional de Prignitz, depuis 1763 intendant héréditaire de l'électorat de Brandebourg
- Ferdinand von Graevenitz (1799–1847), administrateur prussien de l'arrondissement de Gnesen (de)
- Friedrich von Graevenitz (de) (1790-1870), forestier et fonctionnaire de la cour
- Friedrich von Graevenitz (de) (1861-1922), général d'infanterie allemand
- Friedrich August von Graevenitz (de) (1730-1809), général d'infanterie prussien, chevalier de l'ordre de l'Aigle noir
- Friedrich Wilhelm von Grävenitz (de) (1679-1754), conseiller privé wurtembergeois, maître de la cour et premier ministre
- Fritz von Graevenitz (de) (1892-1959), peintre, sculpteur et enseignant
- George von Graevenitz (1858-1939), historien de l'art et écrivain, officier
- Georg Adam von Graevenitz (de) (1731-1798), major général prussien
- Georg von Graevenitz (de) (1823-1879), major général prussien
- Gerhard von Graevenitz (de) (1934-1983), artiste allemand
- Gerhart von Graevenitz (de) (1944-2016), chercheur en littérature et recteur de l'université de Constance
- Hanno von Graevenitz (de) (1937-2007), ambassadeur allemand
- Hans von Graevenitz (1894-1963), lieutenant-général allemand
- Hans Joachim von Graevenitz (1663–1740), administrateur du Prignitz
- Hans Joachim von Graevenitz (de) (1874–1938), administrateur de l'arrondissement de Prignitz-de-l'Ouest (de)
- Hartwig von Graevenitz (1877–1945), administrateur de l'arrondissement de Prignitz-de-l'Ouest
- Heinrich von Grävenitz (de) (1842–1927), propriétaire de manoirs et fonctionnaire de la cour.
- Hermann von Graevenitz (de) (1815–1890), juriste, conseiller à la Cour impériale et député du Reichstag
- Hugo von Graevenitz (de) (1822–1911), propriétaire, député du Reichstag et de la chambre des représentants de Prusse, administrateur de l'arrondissement d'Hirschberg-des-Monts-des-Géants
- Karl von Graevenitz (de) (1830-1903), général d'infanterie wurtembergeois
- Karl von Graevenitz (1859-1925), lieutenant-général wurtembergeois
- Kurt-Fritz von Graevenitz (de) (1898-1987), diplomate allemand
- Lebrecht von Graevenitz (de) (1786-1841), major général prussien
- Ludwig Wilhelm von Graevenitz (1791-1871), colonel et commandant du 4e régiment de cavalerie (de) du royaume de Wurtemberg
- Theodor von Graevenitz (1842-1930), général d'infanterie wurtembergeois
- Wilhelm von Graevenitz (de) (1780-1860), major général prussien
- Wilhelm von Graevenitz (de) (1789-1860), administrateur prussien de l'arrondissement de Prignitz-de-l'Est (de)
- Wilhelm von Graevenitz (1825-1878), administrateur prussien de l'arrondissement de Prignitz-de-l'Est
- Wilhelm von Graevenitz (1858-1928), lieutenant général prussien
- Wilhelmine von Grävenitz (de) (1685-1744), maîtresse, depuis 1707 en tant que comtesse d'Urach épouse morganatique du duc Eberhard-Louis de Wurtemberg (1676-1733), plus tard comtesse impériale de Würben et Freudental, comtesse régnante de Welzheim et Gochsheim, dame sur Freudental et Neckar-Boyhingen, née comtesse von Grävenitz